# Tomislav Tomašević
Tomislav Tomašević (Zagabria, 13 gennaio 1982) è un politico, attivista e ambientalista croato, sindaco di Zagabria dal 4 giugno 2021.

## Biografia
Attivista sociale e ambientalista, politologo. Esponente del partito "rosso-verde" Možemo!.
Si candida a sindaco di Zagabria nel 2017, ottenendo il 3,94% dei voti e venendo eletto consigliere comunale di opposizione.
Nel 2020 diventa deputato del parlamento croato per Možemo!.
Nel 2021 si candida nuovamente come sindaco della capitale croata, ottenendo al primo turno il 45% e poi vincendo il ballottaggio con il 63% dei voti contro lo sfidante Miroslav Škoro, diventando così il primo cittadino di Zagabria.